# Pepparväxter
Pepparväxter (Piperaceae) är en pantropisk familj i ordningen Piperales med fem släkten och cirka 3615 arter.
Familjen innefattar bland annat peppar (Piper nigrum).